# Peter Dzúrik
Peter Dzúrik (Košice, 29 december 1968 – Banská Bystrica, 9 september 2010) was een profvoetballer uit Slowakije, die speelde als verdediger en middenvelder. Hij overleed op 41-jarige leeftijd aan de gevolgen van een hersentumor, en was korte tijd na zijn actieve loopbaan werkzaam als coach.

## Interlandcarrière
Dzúrik kwam in totaal 45 keer (twee doelpunten) uit voor het Slowaaks voetbalelftal in de periode 1997-2003. Hij maakte zijn debuut op 11 maart 1997 in de vriendschappelijke wedstrijd in Sofia tegen Bulgarije, die met 1-0 werd gewonnen dankzij een doelpunt van Jozef Majoroš. Dzúrik trad in dat duel na 84 minuten aan als vervanger van Samuel Slovák.
| Interlanddoelpunten | Interlanddoelpunten | Interlanddoelpunten | Interlanddoelpunten | Interlanddoelpunten | Interlanddoelpunten | Interlanddoelpunten |
| #                   | Datum               | Locatie             | Tegenstander        | Goal(s)             | Uitslag             | Wedstrijd           |
| ------------------- | ------------------- | ------------------- | ------------------- | ------------------- | ------------------- | ------------------- |
| 1                   | 11 juni 2000        | Sendai, Japan       | Japan               | 6'                  | 1–1                 | Kirin Cup           |
| 2                   | 7 oktober 2001      | Skopje, Macedonië   | Macedonië           | 56'                 | 0–5                 | WK-kwalificatie     |

## Erelijst
Chemlon Humenné
- Slowaaks bekerwinnaar

1996
 1. FC Košice
- Slowaaks landskampioen

1997, 1998
 Inter Bratislava
- Slowaaks landskampioen

2000, 2001
- Slowaaks bekerwinnaar

2000, 2001